# Manolo (futebolista)
Manuel Sánchez Delgado conhecido como Manolo (Cáceres, 17 de janeiro de 1965) é um ex-futebolista e treinador espanhol. Foi atacante do Atlético de Madrid e da seleção espanhola.

## Carreira
Iniciou sua carreira aos 16 anos no Club Polidesportivo Cacereño, em 1985 foi transferido para o Real Murcial, clube que o levou para a Primeira Divisão Espanhola.

### Atletico de Madrid
Teve seu auge em 1988 quando foi transferido para o Club Atlético de Madrid, clube no qual ganhou duas Copa del Rey, e um Trofeo Pichichi. Em 1995 foi transferido para o Mérida, clube no qual se aposentou devido a uma lesão na tíbia.
Desde 1988 atuou 26 vez na Seleção Espanhola de Futebol.

## Treinador
Treina o Club Polidesportivo Cacereño, clube no qual foi revelado, em 2010.